# Hermanus Reijntjes
Hermanus Reijntjes (Edam, 4 ottobre 1744 – Londra, 9 novembre 1797) è stato un ammiraglio olandese, distintosi nel corso della battaglia di Camperdown.

## Biografia

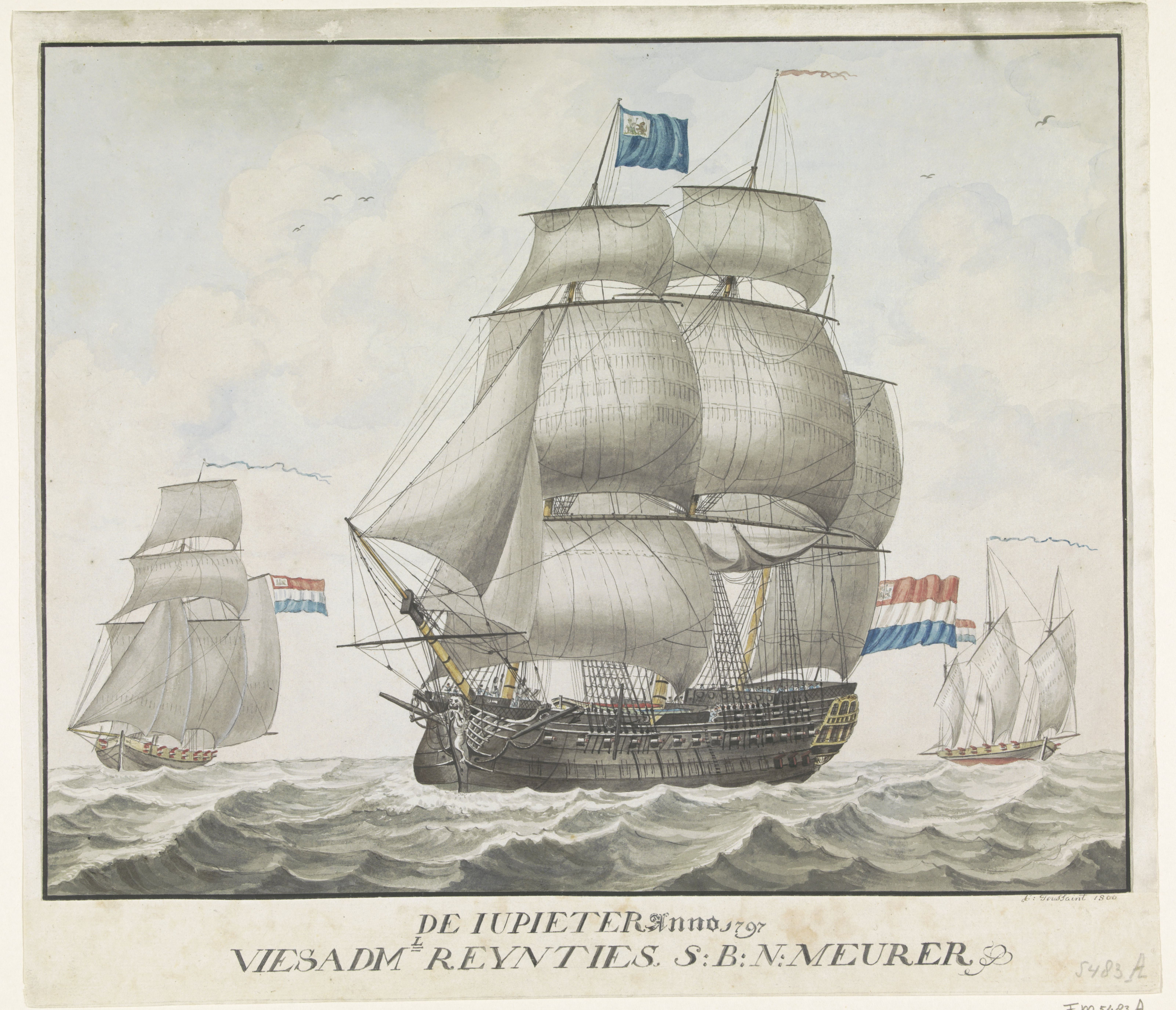
Il vascello Jupiter nel 1797.

Hermanus Reijntjes nacque ad Edam il 4 ottobre 1744, figlio di Frans Jansz, borgomastro della città, e di Claasje Stappert. Arruolatosi nella marina militare presso l'Ammiragliato di Amsterdam, fu nominato comandante il 26 gennaio 1776 e capitano straordinario l'11 settembre 1777. Fu comandante della fregata da 40 cannoni Argo dal 1782 al 1785, della Amazoon dal 1788 al 1790, e del vascello da 54 cannoni Admiraal Piet Hein a partire dal 1794.
Come capitano di vascello più anziano fu comandante della squadra navale rimasta bloccata nel ghiaccio a Den Helder che si arrese alla truppe francesi del generale di brigata Jan Willem de Winter, un olandese al servizio dei francesi, il 23 gennaio 1795. Egli all'epoca alzava la sua insegna sul vascello Admiraal Piet Heyn, e la squadra comprendeva 14 navi da guerra e alcune navi mercantili. Il 21 gennaio, due giorni prima dell'arrivo delle prime forze francesi, aveva ricevuto, tramite il comandante in capo della marina olandese, tenente-ammiraglio van Kinsbergen, un ordine emanato dal Consiglio di Stato dell'Olanda e della Frisia Occidentale a tutte le forze militari di non attaccare o resistere alle forze francesi. A ciò ha fatto seguito, un paio di giorni dopo, una delibera degli Stati Generali, il parlamento delle Province Unite, datata 21 gennaio, dello stesso senso. Tutte le navi transitarono poi in servizio nella marina batava. Con delibera degli Stati Generali del 26 giugno 1796 fu promosso al grado di viceammiraglio.
Nel 1797 fu assegnato alla squadra navale dell'ammiraglio Jan Willem de Winter come comandante della divisione di retroguardia, e alzò la sua insegna sul vascello da 76 cannoni Jupiter. Detta squadra navale salpò da Texel alle 10:00 dell'8 ottobre, e le navi olandesi vennero rapidamente avvistate dalla flottiglia al comando del captain Henry Trollope, che iniziò ad inseguirle. Da quando aveva lasciato la rada di Texel, de Winter non riuscì mai a sfuggire alle navi di Trollope: la sera del 10 ottobre, diverse navi olandesi furono distaccate dal grosso della squadra per cercare di allontanare le navi di Trollope mentre la flotta olandese si allontanava dalla Mosa, ma non riuscirono mai ad avvicinarsi alle più veloci navi britanniche. Non essendo riuscito a raggiungere l'appuntamento con un altro vascello al largo della Mosa, de Winter virò quindi a nord-ovest, navigando al largo di Lowestoft nel Suffolk e di nuovo tentando, senza successo, di allontanare le navi di Trollope. Lì lo raggiunsero i rapporti dei pescherecci olandesi sull'apparizione delle navi di linea del viceammiraglio Adam Duncan al largo di Texel, e richiamò immediatamente le sue navi ordinando nel contempo alla flotta di tornare indietro verso la costa olandese, puntando al villaggio di Scheveningen. Nel frattempo, ulteriori messaggi di Trollope che riportavano i movimenti olandesi avevano raggiunto Duncan e lui virò con la sua flotta verso ovest, seguendo la costa olandese. Alle 07:00 del mattino dell'11 ottobre la squadra di Trollope avvistò le vele a nord-est e, dopo aver confermato che si trattava della flotta di Duncan, segnalò che la flotta olandese si trovava a circa 3 miglia nautiche (5,6 km) più a sud-ovest, diventando visibile alla flotta entro le 08:30. Il primo chiaro avvistamento delle navi olandesi fu segnalato dal capitano Peter Halkett della Circe, che era salito sull'albero maestro per avere una visuale migliore. A questo punto le navi olandesi stavano navigando verso terra, a circa 9 miglia nautiche (17 km) dalla costa dell'Olanda Settentrionale, vicino al villaggio di Camperduin. 
Alle 12:05, Duncan alzò il segnale e ordinò alle sue navi di ingaggiare da vicino il nemico, iniziando la battaglia di Camperdown. Allo stesso tempo lo Jupiter, che si trovava in quarta posizione nell'estremità meridionale della linea di fila olandese, aprì il fuoco sul Monarch che si stava rapidamente avvicinando. Le navi olandesi avevano aspettato che gli inglesi fossero ben entro il raggio effettivo di tiro per massimizzare l'effetto delle bordate, e presto l'ammiraglia di Onslow fu sotto il fuoco dell'intera retroguardia della linea olandese. Il Monarch subì danni mentre alle 12:30 tentava di passare attraverso la linea olandese tra lo Jupiter e lo Haarlem. Sul Monarch  il capitano Edward O'Bryen fece notare a Onslow che non poteva vedere dove far passare la sua nave tra quelle navi olandesi schierate strettamente, a cui l'ammiraglio rispose che "il Monarch passerà". Trovato un piccolo spazio tra le navi, Onslow fece sparare alcune bordate contro entrambe le navi olandesi e poi virò per far affiancare la sua nave all'ammiraglia di Reyntjes. Mentre effettuava la manovra la fregata olandese Monnikkendam e il brigantino Daphné tentarono di colmare il vuoto nella linea che il Monarch aveva aperto, sparando contro la nave britannica mentre effettuavano la manovra. In tutta risposta Onslow fece aprire il fuoco sulle navi più piccole, distruggendo il timone e parte del sartiame della fregata, così che la nave si ritirò, seguita poi dal brigantino gravemente danneggiato.
Le navi della retroguardia olandese rimasero isolate dal resto della squadra e furono sopraffatte una ad una. Lo Jupiter, con 61 morti a bordo, gravemente danneggiato allo scafo e al sartiame, senza l'albero maestro e quello di mezzana, ammainò la bandiera prima delle 13:45. Il viceammiraglio Reijntjes, gravemente ferito all'addome da una scheggia, fu preso prigioniero di guerra, e trasferito su uno sloop a bordo del Monarch per essere trasportato a Londra. Accompagnato da De Winter e dall'ammiraglio F.A. Meuer, anch'egli ferito, gli ammiragli alloggiavano in Tavistock Street, dove avevano una limitata libertà sulla parola. Nella settimana successiva, l'ammiraglio Duncan venne a visitare gli olandesi. Pochi giorni dopo, nella sua casa all'Ammiragliato, il Primo Lord George Spencer offrì un pranzo a Lord Duncan, all'ammiraglio Onslow e al capitano Fairfax, alla presenza anche degli ammiragli olandesi Reintjes e De Winter. Reintjes morì per le ferite giovedì 9 novembre 1797 nell'appartamento di Tavistock Street; la sua ferita si era aggravata e le sue condizioni di salute erano sempre più precarie con il perdurare della permanenza a Londra. Restò a letto per undici giorni, costretto a farlo da gravi svenimenti, dopodiché si spense. De Winter e Meuer si recarono successivamente alla sede dell'Ammiragliato per prendere accordi per il funerale. La sua salma fu riconsegnata ai Paesi Bassi con tutti gli onori militari, e  fu sepolto il 22 dicembre 1797 nella Groote Sint-Nicolaaskerk a Monnickendam.

### Fonti
1. 1 2 3 4 5 6 7 8 9 10  Geneanet.
2. ↑  Aviatsea.
3. ↑  Watt, Hawkins 2016, p. 136.
4. ↑  Clowes 1997, p. 327.
5. ↑  Clowes 1826, p. 68.
6. ↑  Clowes 1997, p. 326.
7. 1 2  James 1826, p. 67.
8. ↑  Brenton 1823, p. 353.
9. ↑  Padfield 2000, p. 99.
10. ↑  Clowes 1997, p. 328.
11. ↑  Padfield 2000, p. 100.
12. ↑  James 1826, p. 69.
13. ↑  Grotekerkmonnickendam.